# Sebastian Ofner
Sebastian Ofner (Bruck an der Mur, 12 de mayo de 1996) es un jugador de tenis austriaco.
Su mayor ranking en individual en la ATP fue el 37, alcanzado el 8 de enero de 2024. Él también tiene su mejor ranking en dobles de 240, alcanzado el 29 de enero de 2024.

## Carrera tenística

### 2017
Ofner hizo su debut en el cuadro principal de un torneo ATP en el Campeonato de Wimbledon 2017 después de pasar por la fase de calificación, al derrotar a Kimmer Coppejans, Miljan Zekić, y Jay Clarke.
En primera ronda derrotó con contundencia al brasileño Thomaz Bellucci en sets corridos.
En segunda ronda sorprende al número 18 del mundo Jack Sock en un maratón a cinco sets.
En agosto recibió una invitación para el Torneo de Kitzbühel derrotando en primera ronda a Nikoloz Basilashvili. 
Ofner causó otra sorpresa frente a su público al derrotar en segunda ronda a Pablo Cuevas quien era el primer cabeza de serie, accediendo a cuartos de final en donde se enfrentaría a Renzo Olivo.

## Títulos ATP (0; 0+0)

### Individual (0)
| Leyenda                   |
| Grand Slam (0)            |
| ATP World Tour Finals (0) |
| ATP Masters 1000 (0)      |
| ATP World Tour 500 (0)    |
| ATP World Tour 250 (0)    |

#### Finalista (1)
| N.º | Fecha               | Torneo   | Superficie | Oponente en la final | Resultado |
| --- | ------------------- | -------- | ---------- | -------------------- | --------- |
| 1.  | 29 de junio de 2024 | Mallorca | Hierba     | Alejandro Tabilo     | 3-6, 4-6  |

## Clasificación histórica

### Grand Slam
| Australian Open                                                                                         | -            | Q1           | Q2           | Q1           | Q1  | -            | Q3           | 1R  | 0-1 | 0 |
| Roland Garros                                                                                           | -            | Q1           | Q1           | Q3           | Q1  | 1R           | 4R           | 3R  | 5-3 | 0 |
| Wimbledon                                                                                               | 3R           | Q1           | Q1           | -            | Q3  | Q3           | 1R           |     | 2-2 | 0 |
| US Open                                                                                                 | Q1           | Q2           | Q1           | -            | Q1  | Q2           | 2R           |     | 1-1 | 0 |
| Total G-P                                                                                               | 2-1          | 0-0          | 0-0          | 0-0          | 0-0 | 0-1          | 4-3          | 2-2 | 8-7 | 0 |
| ATP World Tour Finals                                                                                   | -            | -            | -            | -            | -   | -            | -            |     | 0-0 | 0 |
| Total G-P                                                                                               | 0-0          | 0-0          | 0-0          | 0-0          | 0-0 | 0-0          | 0-0          | 0-0 | 0-0 | 0 |
| Juegos Olímpicos                                                                                        | No Disputado | No Disputado | No Disputado | No Disputado | -   | No Disputado | No Disputado |     | 0-0 | 0 |
| Total G-P                                                                                               |              |              |              |              |     |              |              |     | 0-0 | 0 |
| Leyenda: G: Torneo ganado; F: Finalista; SF: Semifinalista; CF: Cuartos de final; G-P: Ganados-Perdidos |              |              |              |              |     |              |              |     |     |   |

### ATP World Tour Masters 1000
| Indian Wells                                                                                            | -   | 0-0 | 0 |
| Miami                                                                                                   | -   | 0-0 | 0 |
| Montecarlo                                                                                              | -   | 0-0 | 0 |
| Madrid                                                                                                  | -   | 0-0 | 0 |
| Roma | -   | 0-0 | 0 |
| Canadá                                                                                                  | -   | 0-0 | 0 |
| Cincinnati                                                                                              | -   | 0-0 | 0 |
| Shanghái                                                                                                |     | 0-0 | 0 |
| París                                                                                                   |     | 0-0 | 0 |
| Total G-P                                                                                               | 0-0 | 0-0 | 0 |
| Leyenda: G: Torneo ganado; F: Finalista; SF: Semifinalista; CF: Cuartos de final; G-P: Ganados-Perdidos |     |     |   |

### ATP World Tour 500
| Viena                                                                                                   | Q2  |     | 0-0 | 0 |
| Total G-P                                                                                               | 0-0 | 0-0 | 0-0 | 0 |
| Leyenda: G: Torneo ganado; F: Finalista; SF: Semifinalista; CF: Cuartos de final; G-P: Ganados-Perdidos |     |     |     |   |

### ATP World Tour 250
| Kitzbühel                                                                                               | SF  | 3-1 | 0 |
| Total G-P                                                                                               | 3-1 | 3-1 | 0 |
| Leyenda: G: Torneo ganado; F: Finalista; SF: Semifinalista; CF: Cuartos de final; G-P: Ganados-Perdidos |     |     |   |

## Challengers y Futures

### Individuales
| Leyenda (Singles) |
| ----------------- |
| Challengers (4)   |
| Futures (4)       |

| N.º | Fecha               | Torneo                        | Superficie    | Oponentes en la final | Resultado      |
| --- | ------------------- | ----------------------------- | ------------- | --------------------- | -------------- |
| 1.  | 14.08.2016          | Austria F5                    | Tierra batida | Gonçalo Oliveira      | 6-2, 6-3.      |
| 2.  | 04.09.2016          | Austria F8                    | Tierra batida | Riccardo Bellotti     | 7-5, 6-4.      |
| 3.  | 27.11.2016          | Grecia F11                    | Dura          | Dominik Kellovsky     | 7-6, 6-4.      |
| 4.  | 12.02.2017          | Turquía F5                    | Dura          | Michal Konečný        | 3-6, 6-1, 6-2. |
| 1.  | 22 de julio de 2018 | Challenger de Astaná          | Dura (i)      | Daniel Brands         | 7-65, 6-3      |
| 2.  | 5 de mayo de 2019   | Challenger de Puerto Vallarta | Dura          | John-Patrick Smith    | 7-68, 3-6, 6-3 |
| 3.  | 24 de abril de 2022 | Challenger de Praga           | Tierra batida | Dalibor Svrčina       | 6-0, 6-4       |
| 4.  | 16 de julio de 2023 | Challenger de Salzburgo       | Tierra batida | Lukas Neumayer        | 6-3, 6-2       |

## Ranking ATP al finalizar una temporada
Variaciones en el ranking ATP al finalizar la temporada.
* Estadísticas actualizadas al 25 de diciembre de 2023.
| Año                     | 2013  | 2014 | 2015 | 2016 | 2017 | 2018 | 2019 | 2020 | 2021 | 2022 | 2023 |
| Ranking en individuales | 1.524 | 1348 | 803  | 339  | 143  | 179  | 156  | 159  | 193  | 193  | 43   |